# Fissidens macrosporoides
Fissidens macrosporoides är en bladmossart som beskrevs av Hugh Neville Dixon och Potier de la Varde 1930. Fissidens macrosporoides ingår i släktet fickmossor, och familjen Fissidentaceae. Inga underarter finns listade i Catalogue of Life.